# Bronisław Stasicki
Bronisław Stasicki (ur. 1836 w Sądowej Wiszni, zm. 10 kwietnia 1908 w Sanoku) – polski duchowny rzymskokatolicki, wieloletni proboszcz i dziekan, honorowy kanonik kapituły przemyskiej. Radny powiatowy i miejski, działacz społeczny.

## Życiorys
Bronisław Stasicki urodził się w 1836 w Sądowej Wiszni. W 1854 zdał egzamin dojrzałości w C. K. Gimnazjum w Przemyślu.
Kształcił się w Seminarium Duchownym w Przemyślu, gdzie 10 kwietnia 1859 otrzymał sakrament święceń kapłańskich. Około 1860 był kooperatorem w Dydni, około 1861 był księdzem w Słocinie. Od 1864 był wikarym w Sanoku, w tym czasie pracował jako katecheta w Szkole Głównej dla Chłopców (Kreis Hauptschule für Knaben) w Sanoku. Podczas tegoż pierwszego okresu posługiwania w Sanoku był inicjatorem założenia kasy pożyczkowej dla rzemieślników katolików. Od 1867 był proboszczem w Klimkówce. Od czerwca 1874 do maja 1898 przez okres prawie ćwierćwiecza był proboszczem parafii Wniebowzięcia Najświętszej Maryi Panny w Jaćmierzu. Jednocześnie w latach 80. do około 1888 pełnił funkcję wicedziekanana sanockiego, a od około 1889 był dziekanem sanockim do końca życia. Od 15 kwietnia 1899 do 1908 sprawował urząd proboszcza parafii Przemienienia Pańskiego. Za czasu jego urzędowania w kościele pod tym wezwaniem dokonano wyposażenia wnętrz świątyni oraz A. Domański wykonał w latach 1906-1907 polichromie w myśl projektu Antoniego Popiela. Za czasów jego urzędowania dobudowano do gmachu kościoła dwie wieże, zainstalowano zegar, dzwony, w latach 1906-1907 została wykonana polichromia secesyjna. Miasto Sanok przekazało na ten cel kamienie z miejskiego kamieniołomu, 60 dębów z miejskiego lasu i przeznaczyło dotację na zakup zegara na wieży kościelnej. Od około 1904 figurował jako duszpasterz rzymskokatolicki przy C. K. Sądzie Obwodowym w Sanoku. Równolegle do swojej posługi w Sanoku, w listopadzie 1906 został mianowany administratorem ex currendo (dochodzący) parafii św. Mikołaja w pobliskich Niebieszczanach.
Został członkiem Rady c. k. powiatu sanockiego, wybrany z grupy gmin miejskich, był zastępcą członka wydziału powiatowego od około 1877, następnie wybrany z grupy gmin miejskich w 1884 od tego czasu był zastępcą członka wydziału powiatowego, w 1888 ponownie wybrany, następnie znów wybrany z grupy gmin miejskich w trakcie kadencji tj. około 1899, po czym w grudniu 1901 został wybrany zastępcą prezesa (marszałka) wydziału powiatowego (jako następca zmarłego 1 listopada 1901 ks. Teofila Kałużniackiego) do około 1903. W sierpniu 1900 wszedł w skład komitetu mieszczańskiego w Sanoku, zajmującego się wyborami do Sejmu Krajowego Galicji. W 1907 został wybrany radnym Rady Miejskiej w Sanoku, a podczas pierwszego posiedzenia Rady 26 sierpnia 1907 był najstarszym wiekiem radnym.
Był członkiem oddziału sanocko-lisko-krośnieńskiego C. K. Galicyjskiego Towarzystwa Gospodarskiego. 10 października 1906 założył w Sanoku oddział Związku Katolicko-Społecznego. Był członkiem sanockiego gniazda Polskiego Towarzystwa Gimnastycznego „Sokół”. Jako delegat Rady powiatowej od około 1888 zasiadał w C. K. Radzie Szkolnej Okręgowej. Wszedł w skład komitetu założycielskiego Bursy Włościańskiej im. Tadeusza Kościuszki dla dzieci chłopskich uczących się w szkołach ludowych, powstałej w ramach Okręgu Towarzystwa Szkoły Ludowej w Sanoku. Został członkiem założonej 11 stycznia 1903 w Sanoku pierwszej filii lwowskiego Towarzystwa Chowu Drobiu, Gołębi i Królików. 4 lutego 1904 został wybrany członkiem wydziału Kasy Oszczędności Miasta Sanoka, a 15 marca 1904 zasiadł w komisji kontrolującej Kasy Oszczędności w Sanoku (w wydziale zasiadał do końca życia). Zasiadał we władzach wydziału Bursy Jubileuszowej im. Cesarza Franciszka Józefa w Sanoku, 28 września 1904 został wybrany członkiem sądu honorowego, 28 września 1905 i 17 października 1907 zastępcą prezesa. Był założycielem i dyrektorem Towarzystwa św. Wincentego à Paulo w Sanoku.
W 1898 został odznaczony Krzyżem Kawalerskim Orderu Franciszka Józefa. 14 maja 1907 został mianowany przez cesarza honorowym kanonikiem kapituły przemyskiej.

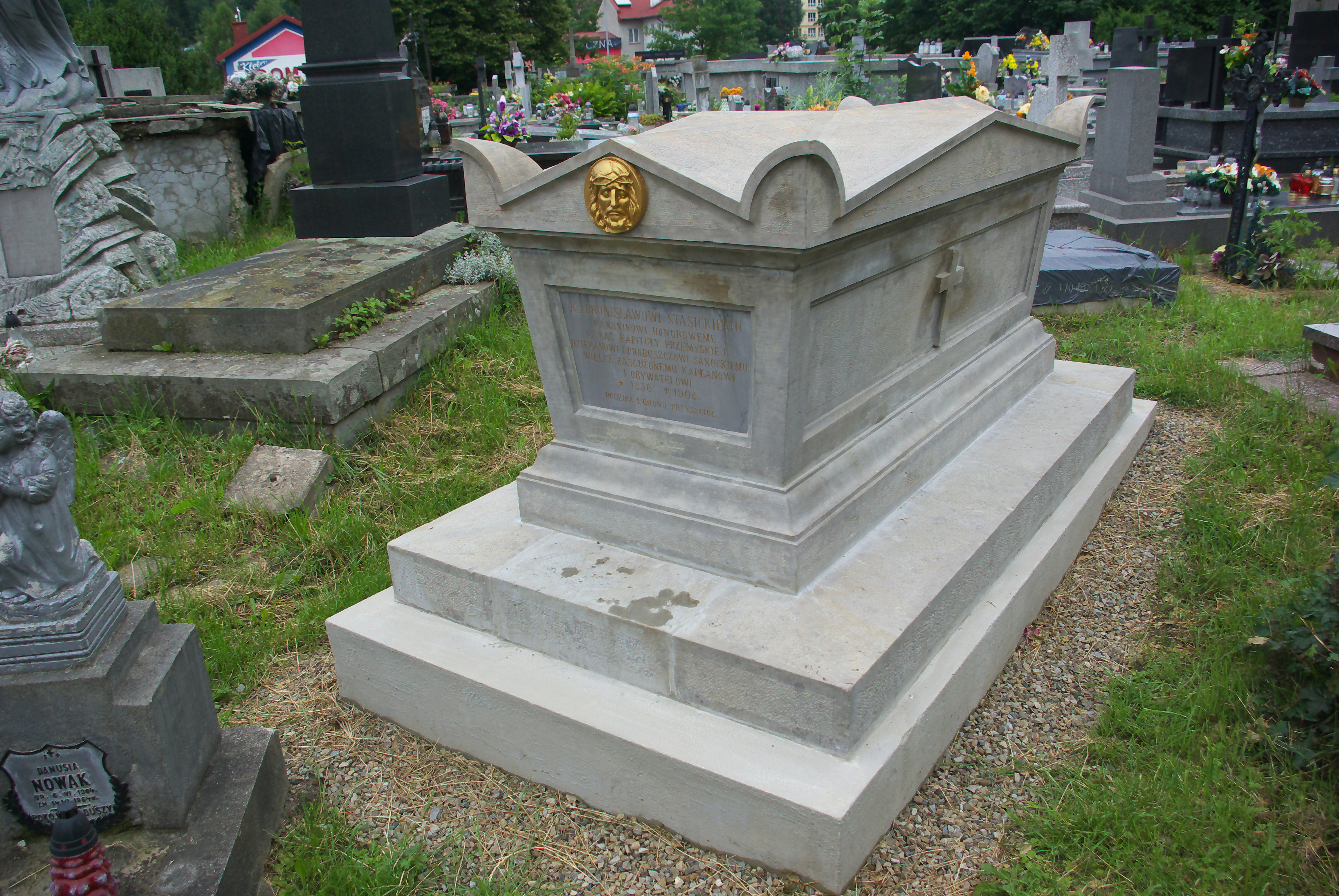
Nagrobek-sarkofag Bronisława Stasickiego po renowacji w 2020

Po ataku jaskry zapalnej wiosną 1904 przeszedł operację we Lwowie, wykonaną przez doktora okulistyki Emanuela Macheka. Urząd proboszcza w Sanoku pełnił do śmierci. Zmarł 10 kwietnia 1908 w Sanoku na apopleksję w wieku 72 lat i w 49 roku kapłaństwa. Został pochowany 13 kwietnia 1908 na cmentarzu przy ul. Rymanowskiej w Sanoku po mszy św. celebrowanej przez dziekana rymanowskiego ks. Antoniego Koleńskiego i przy udziale biskupa przemyskiego Józefa Sebastiana Pelczara. Pamięć proboszcza uczczono na posiedzeniu Rady Miejskiej 13 kwietnia 1908 (mandat po nim objął ks. Ludwik Stanisławczyk). 27 października 1910 został poświęcony nowy pomnik nagrobny ks. Bronisława Stasickiego. Nagrobek w formie sarkofagu z akroterionami został wykonany przez rzeźbiarza Ferdynanda Majerskiego. Obiekt został wpisany do rejestru zabytków i podlega ochronie prawnej.
Staraniem Stowarzyszenia Opieki nad Starymi Cmentarzami w Sanoku w 2020 wykonano prace restauracyjne zabytkowego nagrobka ks. Bronisława Stasickiego. W 110 rocznicę poświęcenia tego pomnika nagrobnego w dniu 27 października 2020 w kościele Przemienienia Pańskiego w Sanoku odprawiono mszę św. w intencji ks. Bronisława Stasickiego.